# Angela Kane
Angela Kane (Hamelín, Baja Sajonia, 29 de septiembre de 1948) es una diplomática alemana que fue alta representante de la Oficina de Asuntos de Desarme de las Naciones Unidas y secretaria general adjunta de Gestión en las Naciones Unidas.

## Biografía

### Primeros años y estudios
Kane nació en Hamelín en 1948. Estudió en la Universidad de Múnich y se licenció en el Bryn Mawr College y en la Escuela de Estudios Internacionales Avanzados Paul H. Nitze. Obtuvo un doctorado honoris causa en el Middlebury Institute of International Studies de Monterrey, California.

### Carrera
Antes de incorporarse a la Secretaría de la ONU en 1977, Kane trabajó para el Banco Mundial en Washington D. C. y en el sector privado en Europa. De 1995 a 1999 ocupó un puesto directivo en el Departamento de Información Pública de las Naciones Unidas, donde era responsable de las publicaciones de este organismo y de la Biblioteca Dag Hammarskjöld. En este puesto, puso en marcha el sitio web de la ONU en varios idiomas y administró la puesta en marcha del sistema de documentación en línea a través de la página.
Ocupó varios puestos de responsabilidad en las Naciones Unidas, entre ellos el de Oficial Principal de Asuntos Políticos en la Oficina del ex Secretario General Butros Butros-Ghali y el de asesora política del Representante Personal del Secretario General para el Proceso de Paz en Centroamérica para poner fin al conflicto de El Salvador. Además, trabajó en varias misiones de la ONU, como Representante Especial Adjunta del Secretario General en la Misión de las Naciones Unidas en lugares como Etiopía, Eritrea, la República Democrática del Congo, Yakarta y Bangkok.
Trabajó dos veces en el Departamento de Asuntos Políticos, como Subsecretaria General y anteriormente como Directora, centrándose en la prevención y resolución de conflictos. En este último puesto, estuvo a cargo de las divisiones que se ocupan de las Américas, Asia, el Pacífico, Europa y Oriente Medio, así como de la descolonización y de la división para los derechos de los palestinos.
Fue nombrada Alta Representante de la Oficina de Asuntos de Desarme de las Naciones Unidas el 8 de marzo de 2012, en sustitución de Sergio de Queiroz Duarte. Fue la responsable de negociar y llevar a cabo la investigación sobre armas químicas en Siria en 2013, que condujo a la adhesión de este país a la Convención sobre Armas Químicas y al desmantelamiento de sus reservas declaradas.
En 2015 recibió la Orden del Mérito de la República Federal de Alemania y cuatro años después fue nombrada Presidenta del Consejo de la UNU.

## Plano personal
Angela Kane estuvo casada con el diplomático neerlandés Herman Knippenberg, adscrito a la embajada de los Países Bajos en Bangkok a mediados de los años setenta, cuando el asesino en serie francés Charles Sobhraj se dedicaba a asesinar y robar en Tailandia y Nepal. La pareja fue la primera en investigar los crímenes de Sobhraj, llegando a acumular un importante conjunto de conocimientos que se entregaron a la Interpol y que desempeñaron un papel fundamental en la posterior detención y condena de Sobhraj y su compañera Marie-Andrée Leclerc.
La actriz británica Ellie Bamber interpretó a Kane en la serie de la BBC sobre Sobhraj titulada The Serpent, que se emitió en enero de 2021. Kane declaró su disgusto por la disminución de su papel en la resolución del caso, tal y como se retrata en la serie. La pareja se divorció en 1989.